# Ахіок (Аляска)
Ахіок (англ. Akhiok) — місто (англ. city) в США, в окрузі Кодіяк-Айленд штату Аляска. Населення — 63 особи (2020).

## Географія
Ахіок розташований за координатами 56°56′58″ пн. ш. 154°12′51″ зх. д. / 56.94944° пн. ш. 154.21417° зх. д. (56.949573, -154.214275).  За даними Бюро перепису населення США в 2010 році місто мало площу 26,45 км², з яких 20,12 км² — суходіл та 6,33 км² — водойми. В 2017 році площа становила 24,89 км², з яких 19,17 км² — суходіл та 5,72 км² — водойми.

## Демографія
Згідно з переписом 2010 року, у місті мешкала 71 особа в 19 домогосподарствах у складі 15 родин. Густота населення становила 3 особи/км².  Було 27 помешкань (1/км²).
Расовий склад населення:
| - 50,7 % — корінних американців - 8,5 % — білих - 1,4 % — чорних або афроамериканців - 1,4 % — азіатів |

До двох чи більше рас належало 38,0 %. Частка іспаномовних становила 11,3 % від усіх жителів.
За віковим діапазоном населення розподілялося таким чином: 40,8 % — особи молодші 18 років, 52,2 % — особи у віці 18—64 років, 7,0 % — особи у віці 65 років та старші. Медіана віку мешканця становила 22,2 року. На 100 осіб жіночої статі у місті припадало 97,2 чоловіків;  на 100 жінок у віці від 18 років та старших — 121,1 чоловіків також старших 18 років.
За межею бідності перебувало 40,5 % осіб, у тому числі 39,3 % дітей у віці до 18 років та 0,0 % осіб у віці 65 років та старших.
Цивільне працевлаштоване населення становило 21 особа. Основні галузі зайнятості: публічна адміністрація — 61,9 %, освіта, охорона здоров'я та соціальна допомога — 33,3 %, транспорт — 4,8 %.